# Jacqueline Kim
Jacqueline Joan Kim (Detroit, Michigan, 31 de março de 1965) é uma atriz e diretora de cinema estado-unidense.

## Primeiros anos
Kim nasceu de pais coreanos, como a mais nova de três filhas. Ela cresceu em Bloomfield Hills, Michigan e estreou no teatro aos catorze anos de idade, "em um pequeno teatro de rua chamado o 'Willow Way'". Ela graduou-se no Bloomfield Hills Lahser High School e conseguiu ingressar na Escola de Teatro da Universidade DePaul em Chicago.

## Carreira
Depois da graduação, Kim começou a atuar no teatro de Chicago, e também trabalhou em Nova Iorque e Washington, DC. Posteriormente passou quatro anos com a Companhia do Teatro Guthrie em Minneapolis, onde ela desempenhou papéis como Nina em A Gaivota, o papel título em Electra, Phocion/Princesa em The Triumph of Love, e atuou em Fantasio e diversas peças históricas de Shakespeare. No fim de 1993, mudou-se para Los Angeles. Ela ganhou o Garland de 2004 e prêmio LA Drama Critics' Circle pela melhor atuação feminina na produção da East West Players, Passion.

## Filmografia
- Red Doors (2006)
- Charlotte Sometimes (2003)
- In Search of Cezanne (2002)
- The Operator (2000)
- Brokedown Palace (1999)
- Xena: Warrior Princess (1997) 2 Episódios
- Volcano (1997)
- Disclosure (1995)
- Star Trek: Generations (1995)
- Trauma (1994)